# Stibaera costiplaga
Stibaera costiplaga är en fjärilsart som beskrevs av Walker 1857. Stibaera costiplaga ingår i släktet Stibaera och familjen nattflyn. Inga underarter finns listade i Catalogue of Life.